# Žagolič
Žagolič (Duits: Sagolz) is een plaats in Slovenië en maakt deel uit van de gemeente Ajdovščina in de NUTS-3-regio Goriška. De plaats telde 159 inwoners op 1 januari 2020.

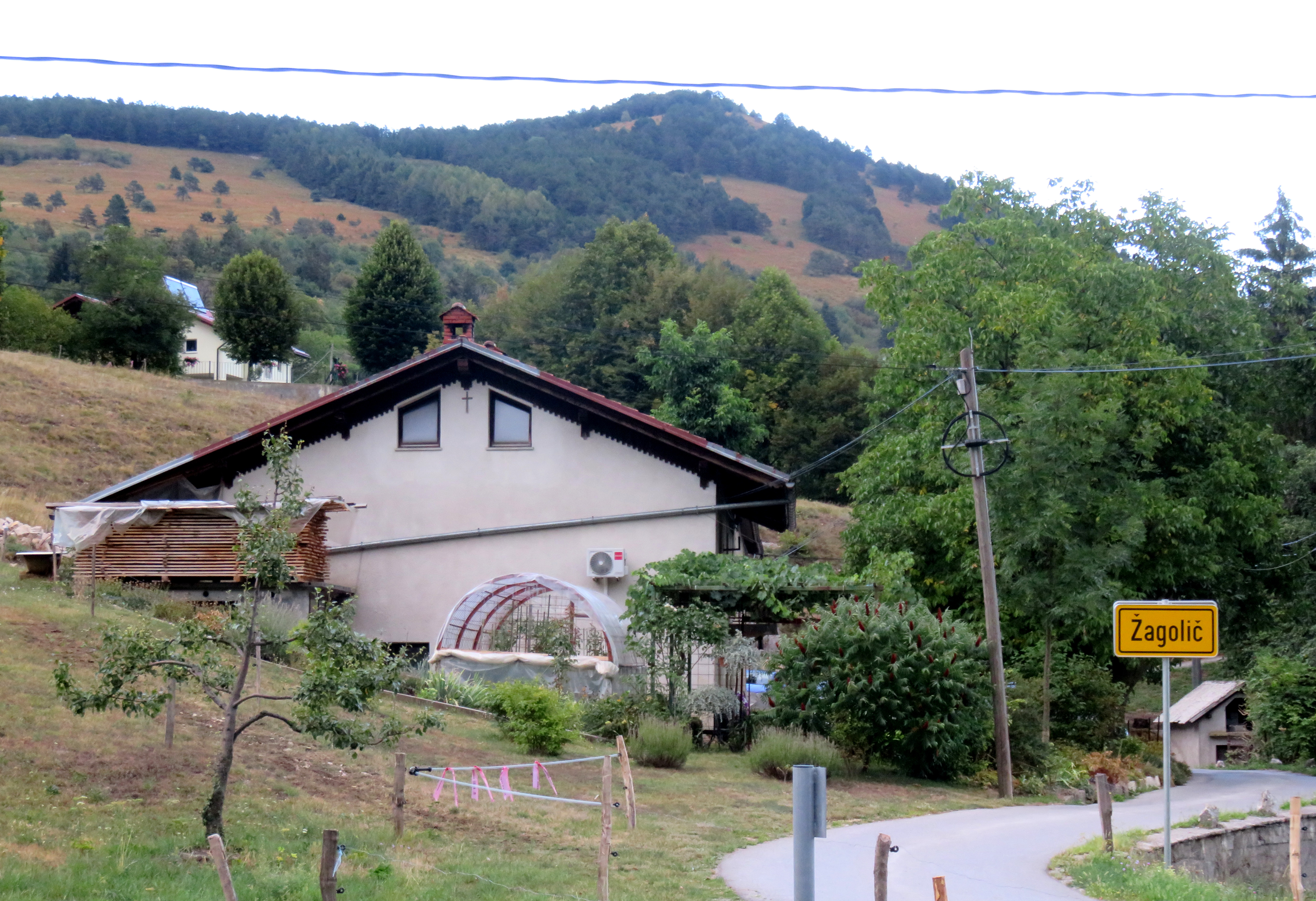
Dorpsaanzicht